# NGC 4451
NGC 4451 (również PGC 41050 lub UGC 7600) – galaktyka spiralna (Sb), znajdująca się w gwiazdozbiorze Panny. Odkrył ją Heinrich Louis d’Arrest 19 marca 1865 roku. Należy do gromady w Pannie.
W galaktyce zaobserwowano supernową SN 1985G.